# Baş Kəldək
Baş Kəldək è un comune dell'Azerbaigian situato nel distretto di Şəki. Conta una popolazione di 1 111 abitanti.